# Amalia di Sassonia-Weimar-Eisenach
Amalia Maria da Gloria Augusta di Sassonia-Weimar-Eisenach (Gand, 20 maggio 1830 – Walferdange, 1º maggio 1872) era una principessa di Sassonia-Weimar-Eisenach e principessa dei Paesi Bassi per matrimonio.

## Biografia
Amalia era la figlia più giovane del duca Bernardo di Sassonia-Weimar-Eisenach (1792-1862) di sua moglie Ida (1794-1852), figlia del duca Giorgio I di Sassonia-Meiningen. Era una nipote della regina Adelaide di Gran Bretagna.

## Matrimonio
Il 19 maggio 1853 a Weimar, sposò il principe Enrico dei Paesi Bassi (1820-1879), figlio più giovane del re Guglielmo II dei Paesi Bassi, la cui sorella Sofia, nel 1842, sposò il Granduca Carlo Alessandro di Sassonia-Weimar-Eisenach. La coppia non ebbe figli.
Il marito di Amalia fu governatore del Lussemburgo dal 1849. Ricevette la croce dell'Ordine di Santa Caterina.

## Morte
Morì il 1º maggio 1872 e venne sepolta a Nieuwe Kerk, a Delft.

## Ascendenza
|                                           |                                      |                                                | Genitori                                 |  |  | Nonni |  |  | Bisnonni                                       |  |  | Trisnonni                            |  |
|                                           |                                      |                                                |                                          |  |  |       |  |  | Ernesto Augusto II di Sassonia-Weimar-Eisenach |  |  | Ernesto Augusto I di Sassonia-Weimar |  |
|                                           |                                      |                                                |                                          |  |  |       |  |  | Ernesto Augusto II di Sassonia-Weimar-Eisenach |  |  | Ernesto Augusto I di Sassonia-Weimar |  |
|                                           |                                      | Sofia Carlotta di Brandeburgo-Bayreuth         |                                          |  |  |       |  |  | Ernesto Augusto II di Sassonia-Weimar-Eisenach |  |  |                                      |  |
| Carlo Augusto di Sassonia-Weimar-Eisenach |                                      |                                                |                                          |  |  |       |  |  | Ernesto Augusto II di Sassonia-Weimar-Eisenach |  |  |                                      |  |
|                                           |                                      | Anna Amalia di Brunswick-Wolfenbüttel          | Carlo I di Brunswick-Wolfenbüttel        |  |  |       |  |  |                                                |  |  |                                      |  |
|                                           |                                      | Anna Amalia di Brunswick-Wolfenbüttel          | Carlo I di Brunswick-Wolfenbüttel        |  |  |       |  |  |                                                |  |  |                                      |  |
|                                           |                                      | Anna Amalia di Brunswick-Wolfenbüttel          | Filippina Carlotta di Prussia            |  |  |       |  |  |                                                |  |  |                                      |  |
| Bernardo di Sassonia-Weimar-Eisenach      |                                      | Anna Amalia di Brunswick-Wolfenbüttel          |                                          |  |  |       |  |  |                                                |  |  |                                      |  |
|                                           |                                      | Luigi IX d'Assia-Darmstadt                     | Luigi VIII d'Assia-Darmstadt             |  |  |       |  |  |                                                |  |  |                                      |  |
|                                           |                                      | Luigi IX d'Assia-Darmstadt                     | Luigi VIII d'Assia-Darmstadt             |  |  |       |  |  |                                                |  |  |                                      |  |
|                                           |                                      | Luigi IX d'Assia-Darmstadt                     | Carlotta di Hanau-Lichtenberg            |  |  |       |  |  |                                                |  |  |                                      |  |
| Luisa Augusta d'Assia-Darmstadt           |                                      | Luigi IX d'Assia-Darmstadt                     |                                          |  |  |       |  |  |                                                |  |  |                                      |  |
|                                           |                                      | Carolina del Palatinato-Zweibrücken-Birkenfeld | Cristiano III del Palatinato-Zweibrücken |  |  |       |  |  |                                                |  |  |                                      |  |
|                                           |                                      | Carolina del Palatinato-Zweibrücken-Birkenfeld | Cristiano III del Palatinato-Zweibrücken |  |  |       |  |  |                                                |  |  |                                      |  |
|                                           |                                      | Carolina del Palatinato-Zweibrücken-Birkenfeld | Carolina di Nassau-Saarbrücken           |  |  |       |  |  |                                                |  |  |                                      |  |
| Amalia di Sassonia-Weimar-Eisenach        |                                      | Carolina del Palatinato-Zweibrücken-Birkenfeld |                                          |  |  |       |  |  |                                                |  |  |                                      |  |
|                                           | Antonio Ulrico di Sassonia-Meiningen | Bernardo I di Sassonia-Meiningen               |                                          |  |  |       |  |  |                                                |  |  |                                      |  |
|                                           | Antonio Ulrico di Sassonia-Meiningen | Bernardo I di Sassonia-Meiningen               |                                          |  |  |       |  |  |                                                |  |  |                                      |  |
|                                           | Antonio Ulrico di Sassonia-Meiningen | Elisabetta Eleonora di Brunswick-Wolfenbüttel  |                                          |  |  |       |  |  |                                                |  |  |                                      |  |
| Giorgio I di Sassonia-Meiningen           | Antonio Ulrico di Sassonia-Meiningen |                                                |                                          |  |  |       |  |  |                                                |  |  |                                      |  |
|                                           |                                      | Carlotta Amalia d'Assia-Philippsthal           | Carlo I d'Assia-Philippsthal             |  |  |       |  |  |                                                |  |  |                                      |  |
|                                           |                                      | Carlotta Amalia d'Assia-Philippsthal           | Carlo I d'Assia-Philippsthal             |  |  |       |  |  |                                                |  |  |                                      |  |
|                                           |                                      | Carlotta Amalia d'Assia-Philippsthal           | Cristina di Sassonia-Eisenach            |  |  |       |  |  |                                                |  |  |                                      |  |
| Ida di Sassonia-Meiningen                 |                                      | Carlotta Amalia d'Assia-Philippsthal           |                                          |  |  |       |  |  |                                                |  |  |                                      |  |
|                                           |                                      | Cristiano Alberto di Hohenlohe-Langenburg      | Luigi di Hohenlohe-Langenburg            |  |  |       |  |  |                                                |  |  |                                      |  |
|                                           |                                      | Cristiano Alberto di Hohenlohe-Langenburg      | Luigi di Hohenlohe-Langenburg            |  |  |       |  |  |                                                |  |  |                                      |  |
|                                           |                                      | Cristiano Alberto di Hohenlohe-Langenburg      | Eleonora di Nassau-Saarbrücken           |  |  |       |  |  |                                                |  |  |                                      |  |
| Luisa Eleonora di Hohenlohe-Langenburg    |                                      | Cristiano Alberto di Hohenlohe-Langenburg      |                                          |  |  |       |  |  |                                                |  |  |                                      |  |
|                                           |                                      | Carolina di Stolberg-Gedern                    | Federico Carlo di Stolberg-Gedern        |  |  |       |  |  |                                                |  |  |                                      |  |
|                                           |                                      | Carolina di Stolberg-Gedern                    | Federico Carlo di Stolberg-Gedern        |  |  |       |  |  |                                                |  |  |                                      |  |
|                                           |                                      | Carolina di Stolberg-Gedern                    | Luisa di Nassau-Saarbrücken              |  |  |       |  |  |                                                |  |  |                                      |  |
|                                           |                                      | Carolina di Stolberg-Gedern                    |                                          |  |  |       |  |  |                                                |  |  |                                      |  |